# Тимчасова лікарня для хворих на COVID-19 у Канберрі
Тимчасова лікарня для хворих на COVID-19 у Канберрі (англ. Canberra Coronavirus Field Hospital), також відома як Garran Surge Center — це тимчасова лікарня, побудована у столиці Австралії Канберрі у відповідь на епідемію COVID-19 у 2020 році. Лікарня була побудована компанією з Канберри «Aspen Medical», яка має досвід проведення медичним заходів під час катастроф та надання медичних послуг за контрактом державним установам у кількох країнах. Заклад був розташований на «Гарран Овал», спортивному полі на північний схід від існуючого корпусу лікарні Канберри.

## Історія
Про проєкт було повідомлено 9 квітня 2020 року в очікуванні спалаху COVID-19 по всій території країни. На той час у 84 хворих у Канберрі було діагностовано хворобу, 9 з яких перебували в лікарні. Будівництво розпочалося того ж дня і очікувалося, що будівництво коштуватиме 23 мільйони австралійських доларів. 21 травня 2020 року лікарню було відкрито лише через 37 днів будівництва. Невдовзі, 24 травня 2020 року, органи охорони здоров'я Австралійської столичної території оголосили, що лікарня, ймовірно, залишиться невикористаною через успішне запобігання великому спалаху на території, переглянувши вартість проєкту до 14 мільйонів австралійських доларів.
Заклад ніколи не використовувався за призначенням як пульмонологічне відділення інтенсивної терапії, натомість був перепрофільований як центр тестування та оцінки COVID-19. 14 лютого 2021 року уряд Австралійської столичної території оголосив, що лікарня, яка стала називатися «Garran Surge Centre», стане центром вакцинації Канберри із введення вакцини Pfizer.
У лютому 2023 року уряд столичної території оголосив, що «Garran Surge Center» закриється наприкінці місяця, оскільки ПЛР-тестування більше не буде доступним без направлення. Сама будівля буде розібрана, а ділянці буде повернуто її початкове призначення як спортивного майданчика, хоча терміни цього не були вказані. За час роботи співробітники провели понад 240 тисяч ПЛР-тестів. Центр також функціонував як клініка для хворих із підтвердженими випадками або симптомами COVID-19, поки діяли екстрені заходи.

## Персонал і приміщення
Спочатку передбачалося, що заклад буде укомплектовано 200 медичними працівниками та буде мати 44 ліжка та 6 реанімаційних відділень для лікування хворих COVID-19. Ключовою частиною стратегії заходів боротьби з епідемією уряду столичної території було потроєння потужностей відділень інтенсивної терапії з 50 до 170 ліжок по всій Канберрі перед очікуваним сплеском випадків у зимові місяці. Оголошуючи про відкриття закладу, міністр охорони здоров'я Рейчел Стівен-Сміт сказала, що через нагальну потребу уряд звернувся безпосередньо до «Aspen Medical», оскільки тендерний процес міг би призвести до неприйнятних затримок.
Об'єкт було побудовано з модульних сталевих каркасів, призначених за необхідності для розбирання та транспортування в транспортних контейнерах. На додаток до підключення тимчасової інфраструктури, як-от електроенергії, водопостачання, каналізації та критих переходів, що з'єднують її з лікарнею Канберри, будівля потребувала спеціально розробленої системи вентиляції та контролю температури. Кожне ліжко містилося в ізоляторі з механічним контролем, і щоб зменшити ризик передачі інфекції в приміщенні, повітря в цих зонах вентилювалося від 12 до 15 разів на годину. Незважаючи на ці заходи, перевірка готовності лікарні працювати як відділення невідкладної допомоги у 2021 році виявила значні проблеми з плануванням будівлі, вентиляцією та протипожежною безпекою, які в деяких випадках не відповідали національним медичним стандартам. Модернізація для вирішення цих проблем не проводилась, оскільки цільове використання об'єкта змінилося незабаром після його будівництва.